# Забаро-Давидівка
Заба́ро-Дави́дівка — село в Україні, в Ємільчинській селищній територіальній громаді Звягельського району Житомирської області. Населення становить 58 осіб (2001).

## Географія
На північ від села розташований гідрологічний заказник загальнодержавного значення — Забарський заказник.
Село межує на північному сході з Кочичине, на південному сході з Дібрівкою, на південному заході з Липине, на північному заході з Червоною Волею та Бацеве.
На сході від села бере початок річка Золенка.

## Історія
У 1906 році — село Емільчинської волості Новоград-Волинського повіту Волинської губернії. Відстань від повітового міста 68 верст, від волості 29. Дворів 58, мешканців 431.
До 29 березня 2017 року село входило до складу Кочичинської сільської ради Ємільчинського району Житомирської області.